# Церковь Иоанна Предтечи (Таганрог)
Храм Иоанна Предтечи / Скараманговская церковь — православный храм в Таганроге. Архитектор С. И. Гущин. Строительство начато в 1903 году, закрыта церковь в 1931 году.

## История
Во второй половине XIX века началось промышленное освоение северной части таганрогского мыса. Начало ему положило строительство кожевенного завода. К концу 1890-х годов бельгийцами уже были выстроены металлургический и котельный заводы. Быстро увеличивалось число жителей в предместьях Скараманговка, Касперовка, Новосёловка. Поскольку в этом обширном районе не было ни одного храма, в 1901 году Екатеринославская духовная консистория поставила вопрос о необходимости устройства в этих местах приходской церкви.
Эта идея нашла поддержку и у владельцев близлежащих заводов. На проведённом общем собрании было решено, что храм будет посвящён Святому Иоанну Предтече, а разместить его необходимо на Скараманговке, в центре района. Посёлок Скараманговка был ранее образован на территории бывшего имения богатого купца и владельца кожевенного завода, грека Ивана Амвросиевича Скараманга, умершего в 1902 году.
Церковь была заложена 14 мая 1903 года у пересечения улицы Амвросиевской и 2-го Кожевенного переулка. Проект храма был составлен местным архитектором С. И. Гущиным. Церковь была построена через год.

## Иконы и святыни
21 ноября 1911 года с крестным ходом в храм Иоанна Предтечи была передана большая икона-список с Почаевской иконы Божией Матери. До этого она находилась в Вокзальной часовне у таганрогского железнодорожного вокзала.

## Причт церкви
В первые годы существования новой церкви в ней не было своего причта. Службы и обряды совершались священниками других церквей: М. Попандуполо, Г. Немчинов, С. Доброницкий, Г. Лафаки, М. Белый и другие. В 1907 году был назначен настоятель, о. Михаил Гнутовский, который жил при церкви и прослужил в ней до Октябрьской революции. Служили здесь священник о. Пётр Кравченко и дьякон К. Просвирин. В последние годы существования церкви настоятелем был протоиерей В. П. Березкин, священником протоиерей Г. Т. Фомин, псаломщиком — А. И. Сахновский.

## Уничтожение храма
25 сентября 1929 года в резолюции, принятой на собрании рабочих кожевенного завода, было записано: «Освободиться от рассадников мракобесия». Через месяц президиум Горсовета вынес постановление (орфография сохранена): «Отмечая безхозяйственное отношение группы верующих к переданному им в пользование культового здания и имущества, выразившегося в недостаточном... ремонте, договор... расторгнуть, имея в виду наличие в рабочем посёлке Скараманговка острую нужду в зданиях, которые можно было бы приспособить под учебные заведения, а также, основываясь на выраженном желании рабочих, составляющих основной контингент населения Скараманговки, о передачи церкви под школу, Иоанна-Предтеченскую церковь закрыть, культовое имущество передать ближайшим религиозным группам, а здание церкви передать... под школу 2-й ступени...».
Прихожане пытались бороться за свою церковь. Под просьбой о сохранении храма было собрано около 700 подписей верующих. 11 ноября 1931 года властями было вынесено
окончательное решение: «Церковь Иоанна Предтечи закрыть, помещение использовать под клуб-кино, бывшее церковное имущество изъять».
Церковь закрыли, а здание и прилегающую территорию передали под школу 2-й ступени. С конца 1970-х годов в здании был расположен межшкольный городской учебно-производственный комбинат, в котором старшеклассники осваивали ряд профессий: токарное дело, автодело, машинопись, швейное и др. С 1990-х годов в здании бывшей школы располагается местный ОМОН.